# Pont de la Cabreta (Vic)
El Pont de la Cabreta és una obra de Vic (Osona) inclosa a l'Inventari del Patrimoni Arquitectònic de Catalunya.

## Descripció
Pontet d'un sol arc tot de pedra i pla. Passa per la riera de Rimentol, afluent per l'esquerra del Gurri, afluent per la dreta del Ter.

## Història
El vell camí ral sortia de Vic pel portal de Manlleu. Continuava vers el col de Vic i després de seguir un tros de l'actual carretera de Manlleu, torçava al nord vers l'actual fàbrica del Tint on trobava el límit de Vic i Gurb el pont de la Cabreta, sobre el Rimentol, un pont antic d'arc medieval, segurament del segle xiv o XV, molt semblant al de Sant Jaume. (Els vells Ponts d' Osona)